# Independente Terra Vermelha
O Gremio Recreativo de Escola de Samba Independente Terra Vermelha é uma escola de samba de Vila Velha, sediada no bairro de Terra Vermelha, possuindo as cores vermelho e branco.  Em 2026, ela fará sua estreia no desfile das escolas de samba do Espírito Santo.
A ideia de fundar a escola nasceu em um momento de descontração, numa conversa sobre carnaval entre amigos da comunidade. 

## Segmentos

### Presidentes
| Mandato       | Nome                     | Ref. |
| ------------- | ------------------------ | ---- |
| 2025-presente | Paulo Carlos Merlo Filho |      |

### Vice-presidentes
| Mandato       | Nome          | Ref. |
| ------------- | ------------- | ---- |
| 2025-presente | Sury de Souza |      |

### Direção de Carnaval
| Mandato       | Nome              | Ref. |
| ------------- | ----------------- | ---- |
| 2025-presente | Wenderson Ricardo |      |

## Carnavais
| Ano  | Colocação | Grupo | Enredo | Carnavalesco  | Intérprete | Ref. |
| ---- | --------- | ----- | ------ | ------------- | ---------- | ---- |
| 2026 |           |       |        | Sury de Souza |            |      |